# Severn
Severn (ang. River Severn, wal. Afon Hafren) – najdłuższa rzeka w Wielkiej Brytanii – 354 km długości. Wypływa koło Plynlimon w pobliżu Llanidloes w Górach Kambryjskich (Cambrian Mountains) w środkowej Walii, wpada do Kanału Bristolskiego na granicy Anglii i Walii. Przepływa przez miasta Worcester, Gloucester i Shrewsbury.

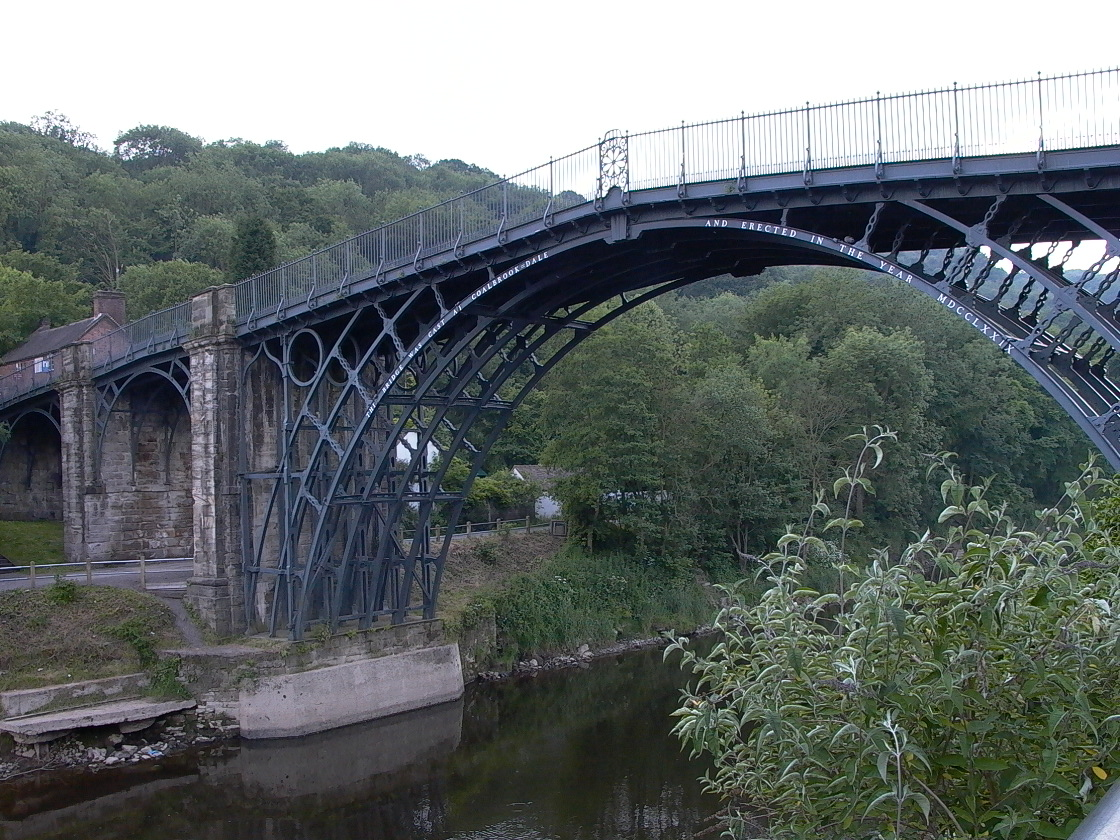
Pierwszy na świecie most żeliwny nad rzeką Severn koło Ironbridge

W górnym biegu rzeki, w hrabstwie Shropshire, w 1779 roku wybudowany został nad rzeką Severn trzydziestometrowy, pierwszy na świecie most z żeliwa.
Szerokie ujście rzeki wpadającej do Kanału Bristolskiego, lejkowato rozszerzającego się w kierunku Morza Irlandzkiego i Atlantyku, przecięte jest dwoma mostami wiszącymi (wybudowanymi w 1966 i 1996). Starszy ma 1597 m, a nowszy 5128 metrów długości. W rejonie tym obserwowany jest fenomen gigantycznych (drugich w świecie pod tym względem) pływów oceanicznych, potęgowany przez kształt Kanału Bristolskiego: różnica poziomów wody może sięgać 13 metrów.